# خژانووو-برونگشه
خژانووو-برونگشه (به لهستانی:  Chrzanowo-Bronisze) یک روستا در لهستان است که در گمینا کارنگوو واقع شده‌است.